# Motore Renault Type R
I motori Renault Type R sono una famiglia di motori diesel prodotti a partire dal 2011 dalla joint-venture tra la Casa automobilistica francese Renault e la nipponica Nissan.

## Caratteristiche

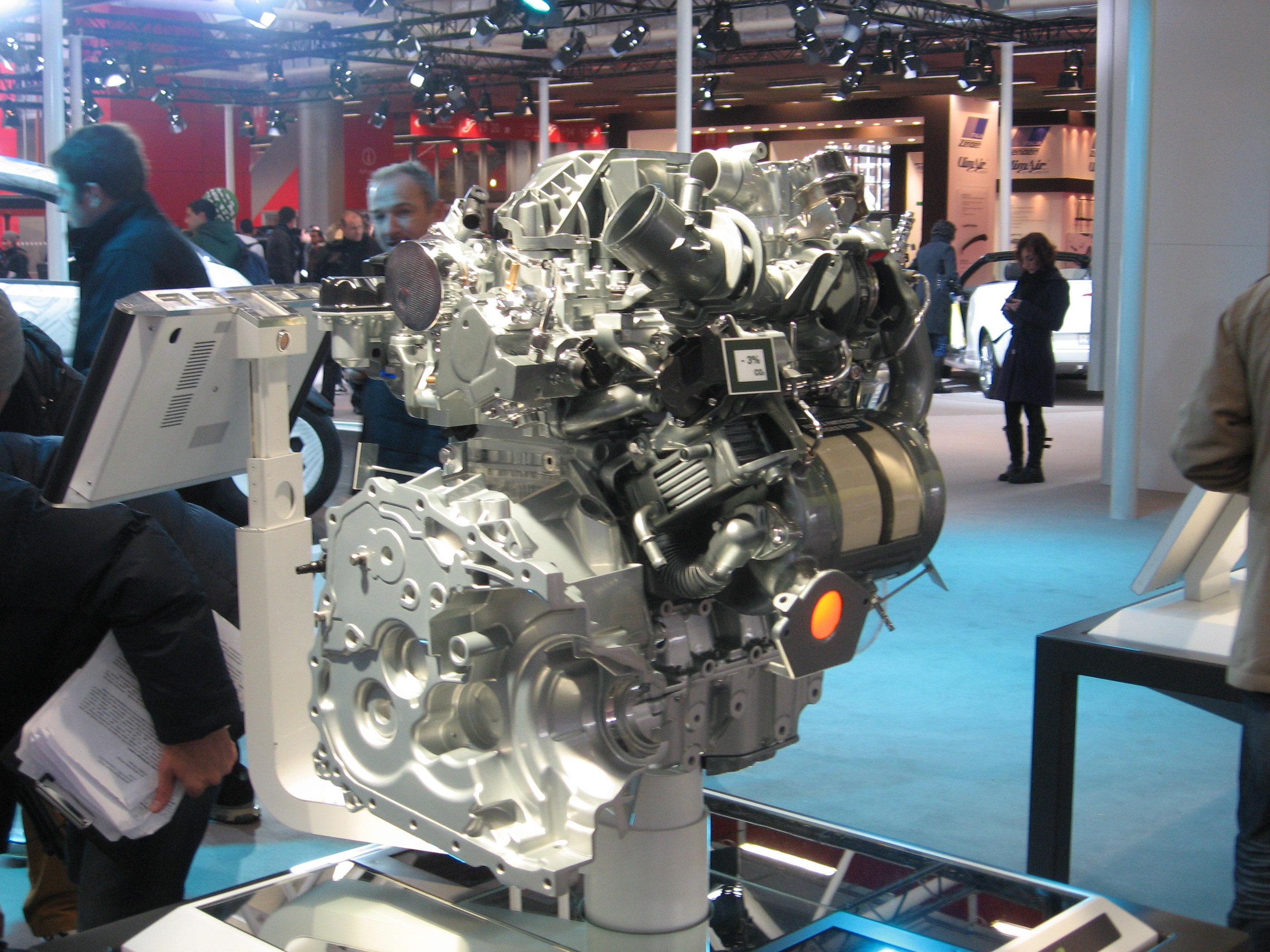
Il 1.6 R9M

Costruiti nelle linee di montaggio dello stabilimento Renault di Cléon, i motori della famiglia R sono nati come risultato della corsa al downsizing intrapresa dal gruppo Renault-Nissan (così come anche da svariate altre Case automobilistiche in quel periodo) per far fronte all'emergenza inquinamento e consumi. I motori della famiglia R hanno debuttato nella configurazione da 1.6 litri, il cui obiettivo è stato quello di sostituire il 2.0 M9R, ma anche il vetusto F9Q da 1.9 litri, con l'intento di ridurre le cilindrate e aumentare le potenze specifiche CV/Litro. Solo in seguito, anni dopo, si sarebbe evoluto in un nuovo motore da 1.7 litri.
Tra le caratteristiche comuni ai due motori, spicca innanzitutto il sistema di termoregolazione automatica, con il quale, a motore freddo, viene bloccato l'afflusso di liquido refrigerante alla testata, e in particolare alle camere di combustione, le quali possono così più facilmente raggiungere la temperatura ottimale di esercizio, dopodiché viene riaperto il passaggio dell'acqua per evitare surriscaldamenti e mantenere la temperatura a regime. Il più rapido raggiungimento della temperatura di esercizio consente inoltre di ridurre dell'1% l'emissione di CO2, poiché si permette al motore di raggiungere più rapidamente al regime di maggior efficienza.

Sempre durante il funzionamento a freddo, è attivo il sistema di ricircolo dei gas di scarico, fattore questo che contribuisce ulteriormente alla riduzione di anidride carbonica. Tale sistema, però, è differente dai soliti sistemi EGR, poiché prevede il passaggio all'interno del turbocompressore e all'interno del filtro antiparticolato, per essere poi raffreddato mediante uno specifico scambiatore di calore e tornare nelle camere di combustione

Altro aspetto non trascurabile sta nella presenza del dispositivo Stop&Start, che contribuisce ulteriormente all'abbattimento di emissioni nocive. Inoltre sono presenti almeno altri due importanti accorgimenti: da una parte il modulatore di turbolenza all'interno della camera di scoppio, grazie al quale è possibile ottenere una migliore combustione e minori sprechi; dall'altra la pompa dell'olio a portata variabile, che adegua il flusso del lubrificante in base al carico del motore.

Infine, non va dimenticato il sistema di iniezione a getti multipli, che consente fino a sei iniezioni per ciclo, consentendo di realizzare una combustione ottimale e senza sprechi.

### Renault R9M
Il motore R9M è stato il primo a debuttare fra i motori della famiglia R. Ha una cilindrata di 1598 cm³, un valore scaturito dalle misure di alesaggio e corsa pari a 80x79,5 mm. Si tratta perciò di un motore M9R a corsa accorciata (da 90 mm a 79,5 mm), poiché la base per il nuovo motore è stata proprio il 2.0 dCi prossimo al pensionamento. È altresì vero che nonostante la lontana parentela con l'unità più grande, non sono molte le componenti in comune tra le due unità motrici: infatti si calcola che il nuovo 1.6 dCi condivide con il vecchio M9R solo un quarto della componentistica totale (tra cui la distribuzione a catena e ingranaggi, in luogo della cinghia dentata utilizzata ad esempio in altri motore dCi Renault, il 1.5 K9K e il 1.9 F9Q). Il restante 75% è completamente nuovo. Si tratta quindi di un motore quadro molto moderno dal punto di vista tecnologico, basti pensare che per la sua realizzazione sono stati depositati non meno di 30 brevetti e sono state introdotte tecniche e princìpi derivati dal mondo delle corse.

Grazie alle caratteristiche elencate precedentemente, il 1.6 R9M arriva a emettere 115 g/km di CO2, ma erogando una potenza massima di 130 CV a 4000 giri/min con una coppia massima di 320 Nm a 1750 giri/min. Esistono anche due varianti depotenziate a 95 e 120 CV, utilizzate nei furgoni Renault, Opel e Nissan.
Quanto detto vale per la versione con un solo turbocompressore: infatti, tre anni e mezzo dopo il suo debutto, una variante biturbo di questo motore è stata introdotta per la prima volta all'inizio del 2015, ma era stata annunciata già nel corso del 2014. Lo schema di sovralimentazione è del tipo bi-stadio, cioè si ha un turbocompressore di piccole dimensioni e a bassa inerzia che si attiva ai regimi più bassi, mentre un secondo turbocompressore, di maggiori dimensioni e quindi a maggior inerzia, si attiva a regimi più alti mentre il primo perde la sua efficacia. Come risultato si ha appunto una potenza massima di 160 CV a 4000 giri/min, con un picco di coppia pari a 380 Nm a 1750 giri/min. Una variante leggermente più potente eroga 165 CV a 4000 giri/min, mentre la coppia massima rimane invariata. Quest'altra variante è stata montata nella Renault Mégane IV 1.6 dCi Biturbo (dal 01/2016).

### Renault R9N
A partire dall'autunno 2018, il 1.6 dCi ha cominciato a essere sostituito dalla versione da 1,7 litri, ancora più evoluta. Tale versione, denominata R9N, caratterizzata da una cilindrata di 1749 cm3, è stata destinata a sostituire il 1.6 in entrambe le sue varianti, sia turbo che biturbo. Per questo, a fronte di un aumento di cilindrata piuttosto sensibile (e stavolta anche in contrasto con la già citata tendenza al downisizing), la potenza massima della variante principale è stata limitata a un valore intermedio fra i 130 e i 160 CV delle due motorizzazioni uscenti, ossia 150 CV a 3500 giri/min, con una coppia massima pari a 340 Nm a 1750 giri/min. L'aumento di cilindrata ha permesso di accrescere l'elasticità dell'erogazione di coppia in modo da fornire ulteriori possibilità di adeguare il propulsore alle sempre più stringenti normative in tema di emissioni inquinanti. La principale novità introdotta con il passaggio dal 1.6 al 1.7 è stato l'arrivo della tecnologia AdBlue, consistente nell'installazione di un piccolo serbatoio di additivo a base di urea, il quale viene iniettato a piccole dosi a monte del catalizzatore. Mescolato con i gas di scarico, questo additivo provoca una reazione chimica tale per cui in uscita dallo stesso catalizzatore verranno generati vapore acqueo e azoto, ossia due gas assolutamente innocui. Si è parlato di versione principale del motore R9N perché in realtà essa è stata affiancata fin da subito da una variante depotenziata a 120 CV, con picco di coppia pari a 300 Nm. Quest'ultima ha trovato applicazione finora solo sotto il cofano della Renault Scénic IV 1.7 Blue dCi 120cv, prodotta a partire dal settembre 2018. Contemporaneamente, la variante da 150 CV è stata anch'essa montata nella Renault Scénic IV 1.7 BluedCi, ma anche sotto il cofano della Renault Mégane IV 1.7 Blue dCi 150cv, per poi essere esteso anche ad altri modelli.

### Riepilogo caratteristiche e applicazioni
Di seguito vengono mostrate le caratteristiche e le applicazioni dei motori della famiglia R:
| Motore Renault Type R |            |                                                     |                |               |                                        |                    |
| Variante              | Cilindrata | Alimentazione                                       | Potenza CV/rpm | Coppia Nm/rpm | Applicazioni                           | Anni di produzione |
| R9M                   | 1598       | Iniezione diretta common rail, un turbocompressore  | 95/3500        | 260/1500      | Renault Trafic III 1.6 dCi 95cv        | dall'11/2016       |
| R9M                   | 1598       | Iniezione diretta common rail, un turbocompressore  | 95/3500        | 260/1500      | Nissan NV300 1.6 dCi 95cv              | 11/2016-07/2020    |
| R9M                   | 1598       | Iniezione diretta common rail, un turbocompressore  | 95/3500        | 260/1500      | Opel Vivaro 1.6 dCi 95cv               | dall'11/2016       |
| R9M                   | 1598       | Iniezione diretta common rail, un turbocompressore  | 120/3500       | 300/1750      | Renault Trafic III 1.6 dCi 120cv       | dall'11/2016       |
| R9M                   | 1598       | Iniezione diretta common rail, un turbocompressore  | 120/3500       | 300/1750      | Nissan NV300 1.6 dCi 120cv             | 11/2016-06/2019    |
| R9M                   | 1598       | Iniezione diretta common rail, un turbocompressore  | 120/3500       | 300/1750      | Opel Vivaro 1.6 dCi 120cv              | dall'11/2016       |
| R9M                   | 1598       | Iniezione diretta common rail, un turbocompressore  | 130/4000       | 320/1750      | Renault Scénic III 1.6 dCi             | 06/2011-07/2016    |
| R9M                   | 1598       | Iniezione diretta common rail, un turbocompressore  | 130/4000       | 320/1750      | Renault Scénic III 1.6 dCi X-Mod       | 06/2011-09/2016    |
| R9M                   | 1598       | Iniezione diretta common rail, un turbocompressore  | 130/4000       | 320/1750      | Renault Scénic IV 1.6 dCi 130cv        | 10/2016-09/2018    |
| R9M                   | 1598       | Iniezione diretta common rail, un turbocompressore  | 130/4000       | 320/1750      | Renault Mégane III                     | 05/2012-10/2016    |
| R9M                   | 1598       | Iniezione diretta common rail, un turbocompressore  | 130/4000       | 320/1750      | Renault Mégane IV 1.6 dCi              | 01/2016-09/2018    |
| R9M                   | 1598       | Iniezione diretta common rail, un turbocompressore  | 130/4000       | 320/1750      | Renault Talisman II 1.6 dCi            | 01/2016-08/2018    |
| R9M                   | 1598       | Iniezione diretta common rail, un turbocompressore  | 130/4000       | 320/1750      | Renault Kadjar 1.6 dCi                 | 05/2015-08/2018    |
| R9M                   | 1598       | Iniezione diretta common rail, un turbocompressore  | 130/4000       | 320/1750      | Renault Koleos II 1.6 dCi              | 06/2017-07/2018    |
| R9M                   | 1598       | Iniezione diretta common rail, un turbocompressore  | 130/4000       | 320/1750      | Renault Espace V 1.6 dCi 130cv         | dal 02/2015        |
| R9M                   | 1598       | Iniezione diretta common rail, un turbocompressore  | 130/4000       | 320/1750      | Nissan Qashqai Mk1 1.6 dCi             | 2011-13            |
| R9M                   | 1598       | Iniezione diretta common rail, un turbocompressore  | 130/4000       | 320/1750      | Nissan Qashqai Mk2 1.6 dCi             | 01/2014-08/2018    |
| R9M                   | 1598       | Iniezione diretta common rail, un turbocompressore  | 130/4000       | 320/1750      | Nissan X-Trail Mk3 1.6 dCi             | dal 2014           |
| R9M biturbo           | 1598       | Iniezione diretta common rail, due turbocompressori | 125/3500       | 320/1500      | Renault Trafic III 1.6 dCi 125cv       | dall'11/2016       |
| R9M biturbo           | 1598       | Iniezione diretta common rail, due turbocompressori | 125/3500       | 320/1500      | Nissan NV300 1.6 dCi 125cv             | dall'11/2016       |
| R9M biturbo           | 1598       | Iniezione diretta common rail, due turbocompressori | 125/3500       | 320/1500      | Opel Vivaro 1.6 dCi 125cv              | dall'11/2016       |
| R9M biturbo           | 1598       | Iniezione diretta common rail, due turbocompressori | 145/3500       | 340/1750      | Renault Trafic III 1.6 dCi 145cv       | dall'11/2016       |
| R9M biturbo           | 1598       | Iniezione diretta common rail, due turbocompressori | 145/3500       | 340/1750      | Nissan NV300 1.6 dCi 145cv             | 11/2016-06/2019    |
| R9M biturbo           | 1598       | Iniezione diretta common rail, due turbocompressori | 145/3500       | 340/1750      | Opel Vivaro 1.6 dCi 145cv              | dall'11/2016       |
| R9M biturbo           | 1598       | Iniezione diretta common rail, due turbocompressori | 160/4000       | 380/1750      | Renault Scénic IV 1.6 dCi 160cv        | 10/2016-09/2018    |
| R9M biturbo           | 1598       | Iniezione diretta common rail, due turbocompressori | 160/4000       | 380/1750      | Renault Espace V 1.6 dCi Biturbo       | dal 01/2015        |
| R9M biturbo           | 1598       | Iniezione diretta common rail, due turbocompressori | 160/4000       | 380/1750      | Renault Talisman II 1.6 dCi Biturbo    | 01/2016-08/2018    |
| R9M biturbo           | 1598       | Iniezione diretta common rail, due turbocompressori | 165/4000       | 380/1750      | Renault Mégane IV 1.6 dCi Biturbo      | 11/2016-09/2018    |
| R9N                   | 1749       | Iniezione diretta common rail, un turbocompressore  | 120/3500       | 300/1750      | Renault Talisman II 1.7 BluedCi 120 CV | dal 09/2018        |
| R9N                   | 1749       | Iniezione diretta common rail, un turbocompressore  | 120/3500       | 300/1750      | Renault Scénic IV 1.7 Blue dCi 120cv   | 09/2018-10/2020    |
| R9N                   | 1749       | Iniezione diretta common rail, un turbocompressore  | 150/3500       | 340/1750      | Renault Mégane IV 1.7 Blue dCi         | dal 09/2018        |
| R9N                   | 1749       | Iniezione diretta common rail, un turbocompressore  | 150/3500       | 340/1750      | Renault Talisman II 1.7 BluedCi 150 CV | dal 09/2018        |
| R9N                   | 1749       | Iniezione diretta common rail, un turbocompressore  | 150/3500       | 340/1750      | Renault Scénic IV 1.7 Blue dCi 150cv   | 09/2018-10/2020    |
| R9N                   | 1749       | Iniezione diretta common rail, un turbocompressore  | 150/3500       | 340/1750      | Renault Koleos II 1.7 BluedCi          | 09/2019-11/2020    |
| R9N                   | 1749       | Iniezione diretta common rail, un turbocompressore  | 150/3500       | 340/1750      | Nissan Qashqai Mk2 1.7 BluedCi         | 01/2019-09/2020    |
| R9N                   | 1749       | Iniezione diretta common rail, un turbocompressore  | 150/3500       | 340/1750      | Nissan X-Trail Mk3 1.7 BluedCi         | 01/2019-12/2020    |
| R9N                   | 1749       | Iniezione diretta common rail, un turbocompressore  | 150/4000       | 340/1750      | Renault Mégane IV 1.7 dCi              | dal 03/2019        |